# Kamil Syprzak
Kamil Syprzak (Płock, 23 de julio de 1991) es un jugador de balonmano polaco que juega como pívot en el Paris Saint-Germain y en la selección de balonmano de Polonia.
Syprzak marcó el último gol en el partido por el tercer y cuarto puesto del Mundial 2015, en un partido que enfrentó a la selección polaca con la Selección de balonmano de España, logrando empatar el partido y llevándolo a la prórroga. Posteriormente Polonia logró el bronce en el Campeonato Mundial de Balonmano Masculino de 2015.

## Clubes
- Orlen Wisła Płock (2009-2015)
- FC Barcelona (2015-2019)[3]
- Paris Saint-Germain (2019- )

## Palmarés

### Wisla Plock
- Liga de Polonia de balonmano (1): 2011

### Barcelona
- Liga Asobal (4): 2016, 2017, 2018, 2019
- Copa ASOBAL (4): 2015-16, 2016-17, 2017-18, 2018-19
- Copa del Rey de Balonmano (4): 2016, 2017, 2018, 2019
- Supercopa de España de Balonmano (4): 2016, 2017, 2018, 2019
- Mundial de Clubes (1): 2018

### PSG
- Liga de Francia de balonmano (5): 2020, 2021, 2022, 2023, 2024
- Copa de Francia de balonmano (2): 2021, 2022
- Supercopa de Francia (1): 2023